# NK Jedinstvo Bihać
NK Jedinstvo Bihać is een Bosnische voetbalclub uit Bihać.
In 2003/04 begon de club goed aan het seizoen in de hoogste klasse maar kreeg daarna en terugval en eindigde op de laatste plaats. Na één seizoen in de 2de klasse kon de club zich echter weer bij de top scharen. In 2008 degradeerde de club opnieuw.

## In Europa
- R = ronde
- PUC = punten UEFA coëfficiënten

Uitslagen vanuit gezichtspunt NK Jedinstvo
| Seizoen | Competitie    | Ronde | Land              | Club                  | Totaalscore | 1e W    | 2e W    | PUC |
| ------- | ------------- | ----- | ----------------- | --------------------- | ----------- | ------- | ------- | --- |
| 1999    | Intertoto Cup | 1R    | Vlag van Faeröer  | GÍ Gøta               | 3-1         | 3-0 (T) | 0-1 (U) | 0.0 |
|         |               | 2R    | Vlag van Roemenië | Ceahlăul Piatra Neamț | 2-5         | 1-2 (T) | 1-3 (U) | 0.0 |

Totaal aantal punten voor UEFA coëfficiënten: 0.0

## (Oud-)spelers
- Safet Nadarević